# Sture Johnsson
Sture Johnsson (* 27. September 1945) ist ein ehemaliger schwedischer Badmintonspieler. Kurt Johnsson ist sein Bruder.

## Karriere
Sture Johnsson ist einer der bedeutendsten Spieler seines Landes und war einer der bedeutendsten Akteure im Badminton in Europa in den 1970er Jahren. Höhepunkt seiner erfolgreichen Laufbahn im Badminton war der Gewinn der Europameistertitel im Einzel 1968, 1970 und 1974. Bei der Weltmeisterschaft 1977 schied er dagegen schon im Viertelfinale aus. Bei den All England stand er mehrfach im Halbfinale, schaffte es aber nie bis ganz nach oben aufs Treppchen.

## Sportliche Erfolge
| Veranstaltung | Saison                                      | Disziplin    | Platz | Name                                                 |
| ------------- | ------------------------------------------- | ------------ | ----- | ---------------------------------------------------- |
| 1962/1963     | Schweden: Einzelmeisterschaft U19           | Herreneinzel | 1     | Sture Johnsson (GBK)                                 |
| 1962/1963     | Schweden: Einzelmeisterschaft U19           | Herrendoppel | 1     | Sture Johnsson / Gert Nordqvist (GBK / Smash)        |
| 1964/1965     | Schweden: Einzelmeisterschaft               | Herreneinzel | 1     | Sture Johnsson (Hisingen)                            |
| 1965          | Norwegen: Internationale Meisterschaften    | Herreneinzel | 1     | Sture Johnsson                                       |
| 1965/1966     | Schweden: Einzelmeisterschaft               | Herreneinzel | 1     | Sture Johnsson (Hisingen)                            |
| 1966/1967     | Schweden: Einzelmeisterschaft               | Herreneinzel | 1     | Sture Johnsson (Hisingen)                            |
| 1967/1968     | Schweden: Einzelmeisterschaft               | Herreneinzel | 1     | Sture Johnsson (Hisingen)                            |
| 1968          | Europameisterschaft                         | Herreneinzel | 1     | Sture Johnsson                                       |
| 1968          | Frankreich: Internationale Meisterschaften  | Herreneinzel | 1     | Sture Johnsson                                       |
| 1968          | Norwegen: Internationale Meisterschaften    | Herreneinzel | 1     | Sture Johnsson                                       |
| 1969          | Nordische Meisterschaften                   | Herreneinzel | 1     | Sture Johnsson                                       |
| 1969          | Norwegen: Internationale Meisterschaften    | Herreneinzel | 2     | Sture Johnsson                                       |
| 1969          | Norwegen: Internationale Meisterschaften    | Mixed        | 1     | Sture Johnsson / Eva Twedberg                        |
| 1969          | Norwegen: Internationale Meisterschaften    | Herrendoppel | 2     | Sture Johnsson / Gert Perneklo                       |
| 1969/1970     | Schweden: Einzelmeisterschaft               | Herrendoppel | 1     | Sture Johnsson / Gert Perneklo (Hisingen / BK Aura)  |
| 1969/1970     | Schweden: Einzelmeisterschaft               | Herreneinzel | 1     | Sture Johnsson (Hisingen)                            |
| 1970          | Europameisterschaft                         | Herreneinzel | 1     | Sture Johnsson                                       |
| 1970          | All England                                 | Herreneinzel | 3     | Sture Johnsson                                       |
| 1970/1971     | Deutschland: Internationale Meisterschaften | Herreneinzel | 1     | Sture Johnsson                                       |
| 1970/1971     | Schweden: Einzelmeisterschaft               | Herreneinzel | 1     | Sture Johnsson (Spårvägen)                           |
| 1971/1972     | Schweden: Einzelmeisterschaft               | Herrendoppel | 1     | Sture Johnsson / Gert Perneklo (Spårvägen / BK Aura) |
| 1971/1972     | Deutschland: Internationale Meisterschaften | Herreneinzel | 1     | Sture Johnsson                                       |
| 1971/1972     | Schweden: Einzelmeisterschaft               | Herreneinzel | 1     | Sture Johnsson (Spårvägen)                           |
| 1972          | Niederlande: Internationale Meisterschaften | Herreneinzel | 1     | Sture Johnsson                                       |
| 1972          | All England                                 | Herreneinzel | 3     | Sture Johnsson                                       |
| 1972          | Nordische Meisterschaften                   | Herreneinzel | 1     | Sture Johnsson                                       |
| 1972/1973     | Deutschland: Internationale Meisterschaften | Herreneinzel | 1     | Sture Johnsson                                       |
| 1972/1973     | Schweden: Einzelmeisterschaft               | Herreneinzel | 1     | Sture Johnsson (Spårvägen)                           |
| 1973          | Niederlande: Internationale Meisterschaften | Herreneinzel | 1     | Sture Johnsson                                       |
| 1973          | US Open                                     | Herreneinzel | 1     | Sture Johnsson                                       |
| 1973/1974     | Deutschland: Internationale Meisterschaften | Herreneinzel | 1     | Sture Johnsson                                       |
| 1973/1974     | Schweden: Einzelmeisterschaft               | Herreneinzel | 1     | Sture Johnsson (Spårvägen)                           |
| 1974          | Europameisterschaft                         | Herreneinzel | 1     | Sture Johnsson                                       |
| 1974          | Jamaican International                      | Herreneinzel | 1     | Sture Johnsson                                       |
| 1974          | All England                                 | Herreneinzel | 3     | Sture Johnsson                                       |
| 1974          | Schweden: Internationale Meisterschaften    | Herreneinzel | 1     | Sture Johnsson                                       |
| 1974/1975     | Schweden: Einzelmeisterschaft               | Herreneinzel | 1     | Sture Johnsson (Spårvägen)                           |
| 1974/1975     | Deutschland: Internationale Meisterschaften | Herreneinzel | 3     | Sture Johnsson                                       |
| 1975          | Nordische Meisterschaften                   | Herreneinzel | 1     | Sture Johnsson                                       |
| 1976          | Norwegen: Internationale Meisterschaften    | Herreneinzel | 1     | Sture Johnsson                                       |
| 1976          | All England                                 | Herreneinzel | 3     | Sture Johnsson                                       |
| 1976          | Schweden: Internationale Meisterschaften    | Herreneinzel | 1     | Sture Johnsson                                       |
| 1976/1977     | Schweden: Einzelmeisterschaft               | Herreneinzel | 1     | Sture Johnsson (Spårvägen)                           |
| 1976/1977     | Deutschland: Internationale Meisterschaften | Herreneinzel | 1     | Sture Johnsson                                       |
| 1978          | Europameisterschaft                         | Herreneinzel | 3     | Sture Johnsson                                       |
| 1978/1979     | Schweden: Einzelmeisterschaft               | Herreneinzel | 1     | Sture Johnsson (Malmö FF)                            |